# Cushing Peak
Cushing Peak är en bergstopp i Antarktis. Den ligger i Västantarktis. Argentina, Chile och Storbritannien gör anspråk på området. Toppen på Cushing Peak är 705 meter över havet.
Terrängen runt Cushing Peak är kuperad österut, men västerut är den bergig. Trakten är obefolkad. Det finns inga samhällen i närheten. 